# Neotrichus nevermanni
Neotrichus nevermanni là một loài bọ cánh cứng trong họ Zopheridae. Loài này được Hinton miêu tả khoa học năm 1936.